# Indiens kustbevakning

Kustbevakningens flagga

Indiens kustbevakning (Indian Coast Guard) ICG, är en militär myndighet som lyder under försvarsministeriet. ICG har som uppgift att genomföra sjöövervakning, sjöräddning, miljöskydd och brottsbekämpning till sjöss samt vid krig bistå den indiska marinen. Den består av cirka 5 000 personer, fartyg och flyg.

## Uppdrag
Huvuduppdraget är att skydda Indiens nationella intressen i den indiska ekonomiska zonen. ICG skall därvid:
- Skydda offshoreanläggningar
- Skydda havsfisket
- Bekämpa smuggling
- Bedriva sjöräddning
- Ansvara för miljöskydd till havs

## Organisation
ICG leds av en generaldirektör, vilken är en viceamiral kommenderad från Indiens flotta. Kustbevakningens ledningsorganisation finns i Delhi. Regionalt finns fyra kustbevakningsregioner; i varje region finns flera kustbevakningsdistrikt (sammanlagt 12), kustbevakningsstationer och flygstationer. De flesta havsgående fartyg lyder under de regionala kustbevakningscheferna.

## Grader
| Nr  | Indiens flotta                                      | ICG (Indiens kustbevakning)                                           |
| --- | --------------------------------------------------- | --------------------------------------------------------------------- |
| 1.  | Admiral                                             | -                                                                     |
| 2.  | Vice Admiral                                        | Director General Special Director General Additional Director General |
| 3.  | Rear Admiral                                        | Inspector General                                                     |
| 4.  | Commodore                                           | Deputy Inspector General                                              |
| 5.  | Captain                                             | Commandant                                                            |
| 6.  | Commander                                           | Commandant (Junior Grade)                                             |
| 7.  | Lieutenand Commander                                | Deputy Commandant                                                     |
| 8.  | Lieutenant Sub-Lieutenant                           | Assistant Commandant Assistant Commandant (Trainee)                   |
| 9.  | Master Chief Petty Officer I                        | Pradhan Sahayak Engineer Pradhan Adhikari                             |
| 10. | Master Chief Petty Officer II                       | Uttam Sahayak Engineer Uttam Adhikari                                 |
| 11. | Chief Artificer Chief Petty Officer Artificer I-III | Sahayak Engineer Adhikari Pradhan Yantrik                             |
| 12. | -                                                   | -                                                                     |
| 13. | Artificer IV Petty Officer                          | Yantrik Pradhan Navik                                                 |
| 14. | Artificer V Leading Seaman                          | Uttam Navik                                                           |
| 15. | Seaman I Apprentice Seaman II                       | Navik                                                                 |

- Navik är en sjöman i allmän tjänst; yantrik en i teknisk tjänst. Adhikari är en specialistofficer i allmän tjänst; Sahayak Engineer en i teknisk tjänst.

Källa: